# Emma Annelie
Emma Annelie, artiestennaam van Emma Boertien, (Almelo, 2002) is een Nederlands zangeres.

## Biografie
In het seizoen 2019–2020 deed Boertien mee aan The voice of Holland waarin ze de finale weet te bereiken.
In 2023 deed Boertien mee aan het SBS6 programma The Talent Scouts. Dit deed ze net als haar huisgenote Anika van Driel. Beiden wisten ze de finale van het programma te halen waarin Gideon Luciana met de zegepalm aan de haal ging.
In februari 2024 maakte Boertien bekend verder te gaan onder de artiestennaam Emma Annelie.